# Dihelus philippinus
Dihelus philippinus är en stekelart som beskrevs av Gupta 1979. Dihelus philippinus ingår i släktet Dihelus och familjen brokparasitsteklar. Inga underarter finns listade i Catalogue of Life.